# Gewoon pluisjesmos
Gewoon pluisjesmos (Dicranella heteromalla) is een soort uit de gaffeltandmosfamilie (Dicranaceae).

## Determinatie
Het groeit in dichte, zijdeachtige, geelgroene tot groene zoden. Het mos bereikt een hoogte van 1–2 cm. Het blad is smal, lancetvormig- priemvormig, getand en min of meer gebogen. De lengte is 3–3,5 mm. Het wijst zowel droog als nat in een richting. De bladbasis is eivormig. De bladnerf enkelvoudig, smal tot breed, soms kort uittredend. 
De sporenkapsels staan op een gele seta. Ze zijn kapsels zelf zijn roodbruin. De seta lang, recht, zelden iets gebogen. Het sporendoosje cilindrisch tot eivormig, rechtopstaand tot horizontaal, glad of geribd.
Buiten de bossen op zandgrond, zoals op afgeplagde graslanden of op sloot- en beekoevers, is verwarring met andere soorten mogelijk en oplettendheid geboden. Gewoon pluisjesmos komt hier echter wel veel voor. In heidevelden vindt men naast gewoon pluisjesmos soms ook in groten getale kroppluisjesmos (Dicranella cerviculata), vooral op geplagde delen. Vegetatief is gewoon pluisjesmos nauwelijks van kroppluisjesmos te onderscheiden. Het kropje onderaan het kapseltje van kroppluisjesmos moet dan uitsluitsel geven.

## Ecologie
De soort groeit op zandige grond op steilkanten, ontwortelingskluiten, aan boomvoeten, padranden en op rotsen in bossen, struwelen, heide en venige hooilanden. De soort komt voor op leemachtige of zanderige, open en zure plaatsen, soms ook op kalkhoudend of in ieder geval kalkhoudend gesteente.

### Syntaxonomie
In de syntaxonomie staat gewoon pluisjesmos te boek als kensoort voor de haar naar genoemde pluisjesmos-klasse (Dicranelletea heteromallae) maar ook van de klasse van eiken- en beukenbossen op voedselarme grond (Quercetea robori-petraeae).

## Verspreiding
Het verspreidingsgebied is wijdverbreid in de gematigde breedtegraden van het hele noordelijk halfrond. In Centraal-Europa groeit het zeer frequent in leembossen, bijvoorbeeld aan de randen van boswegen, in bosstruiken of in sloten. Het is wijdverbreid en frequent van de vlakten tot aan de bosgrens. In Nederland is de soort algemeen. Het is niet bedreigd en staat niet op de Nederlandse Rode Lijst.

## Fotogalerij

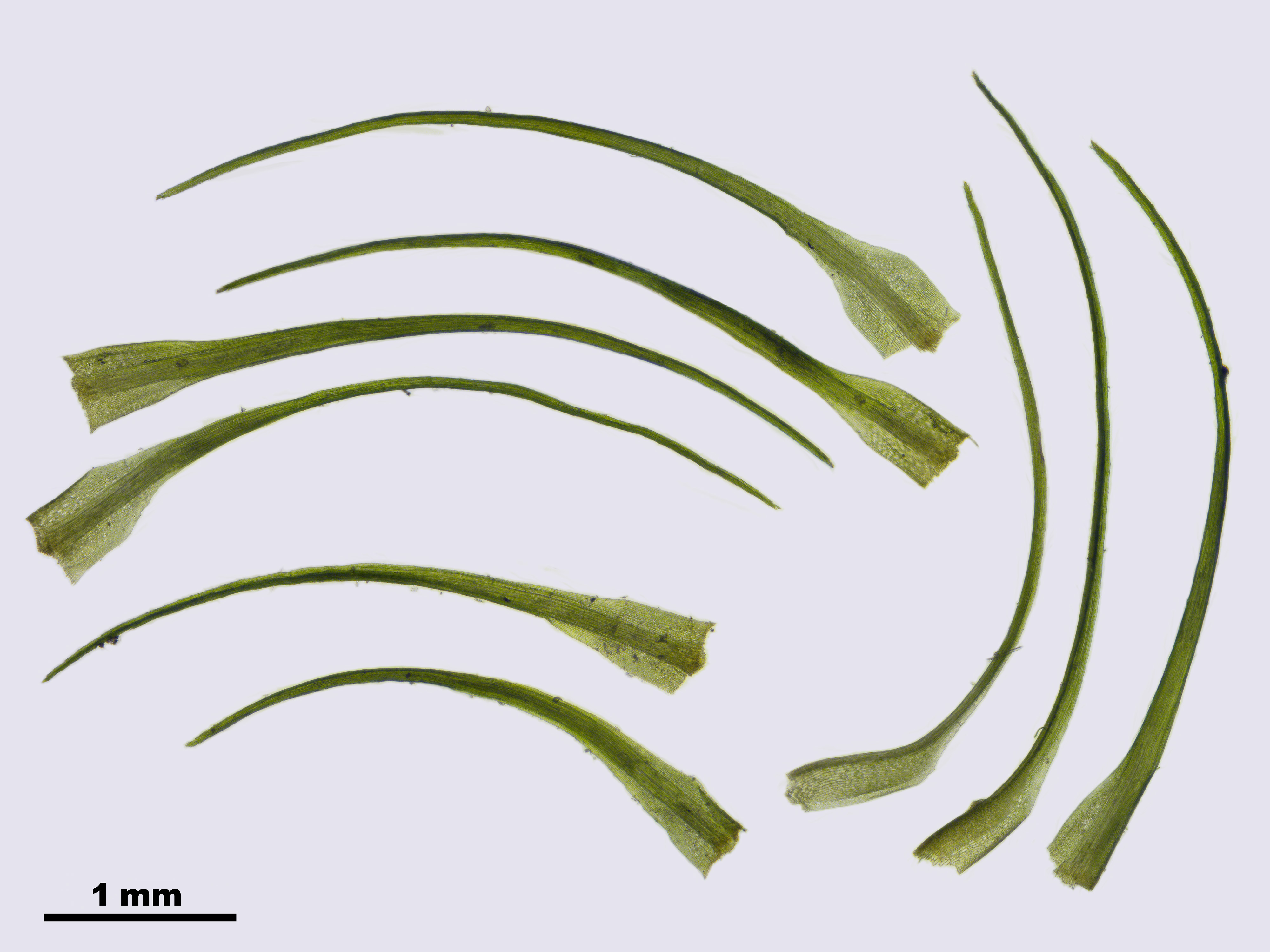
Blad
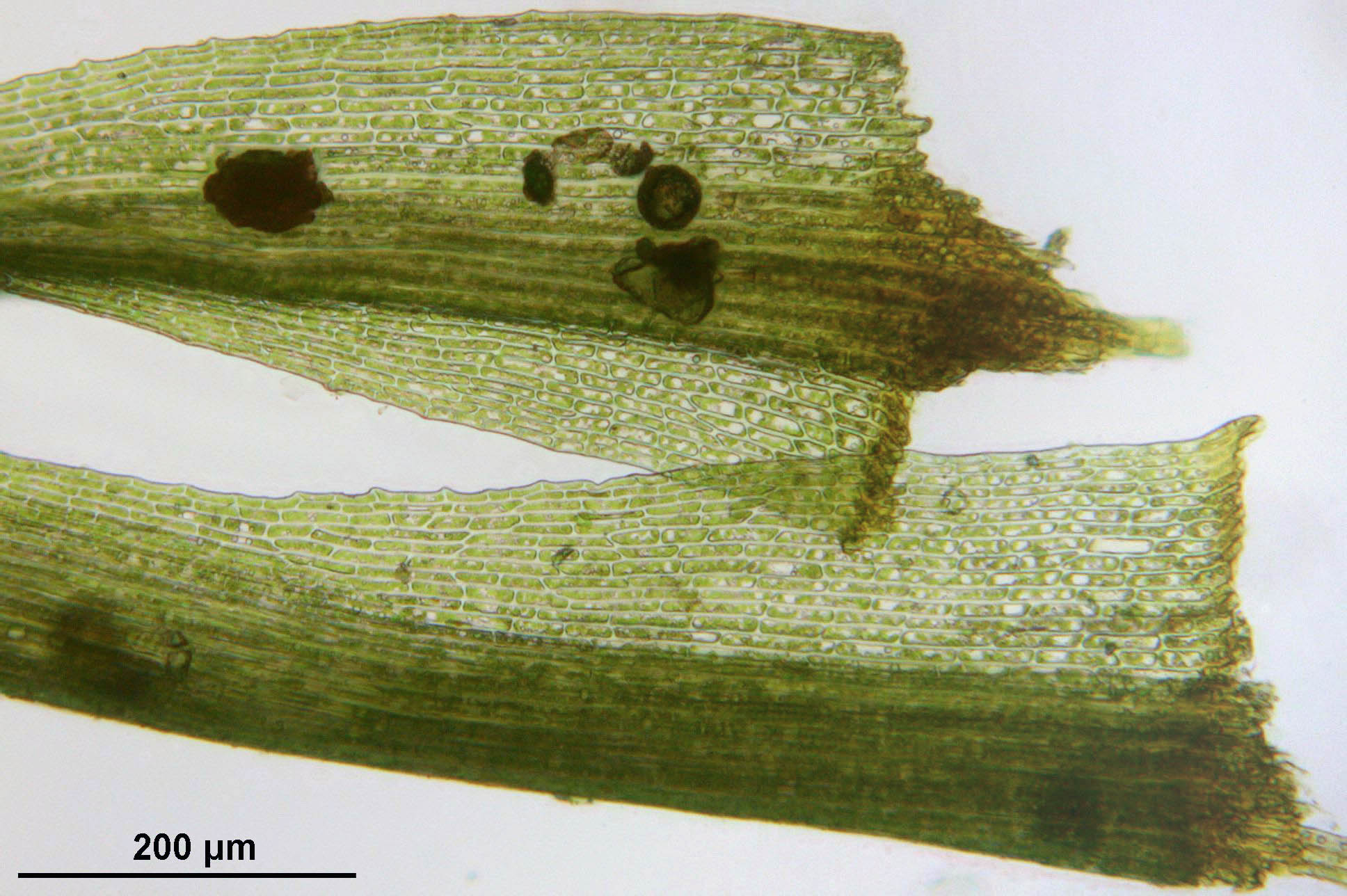
Bladvoet
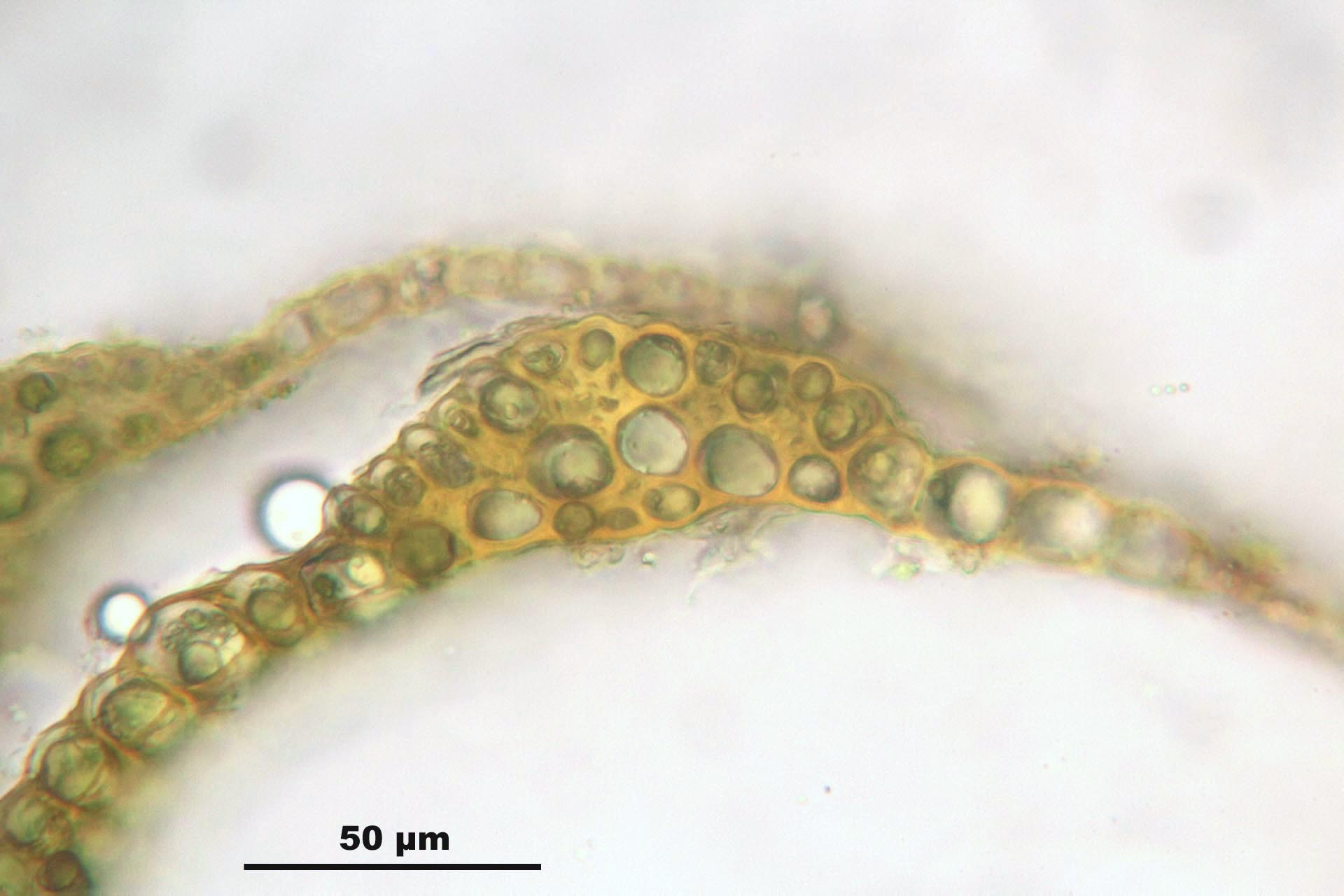
Doorsnede bladsteel
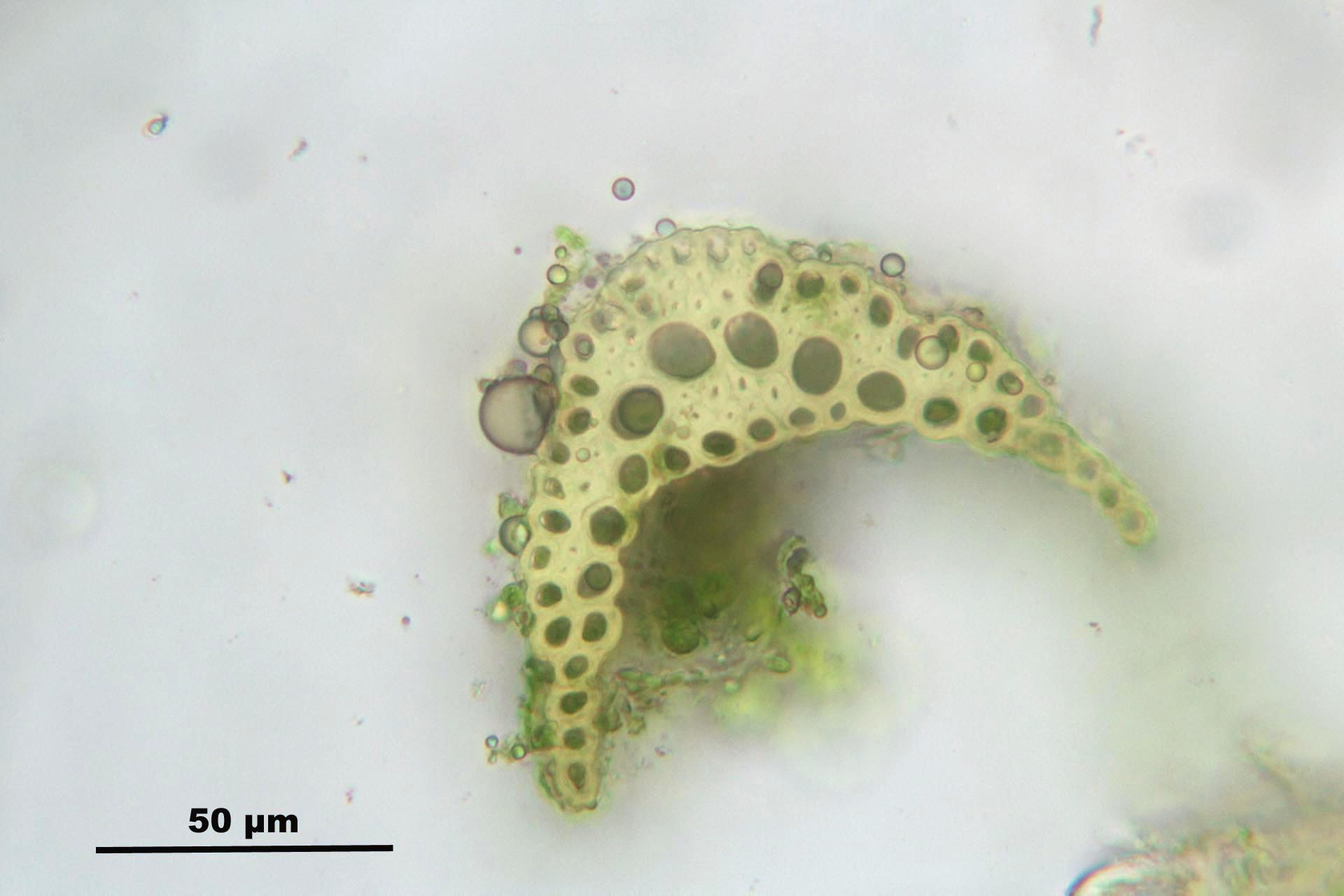
Doorsnede blad
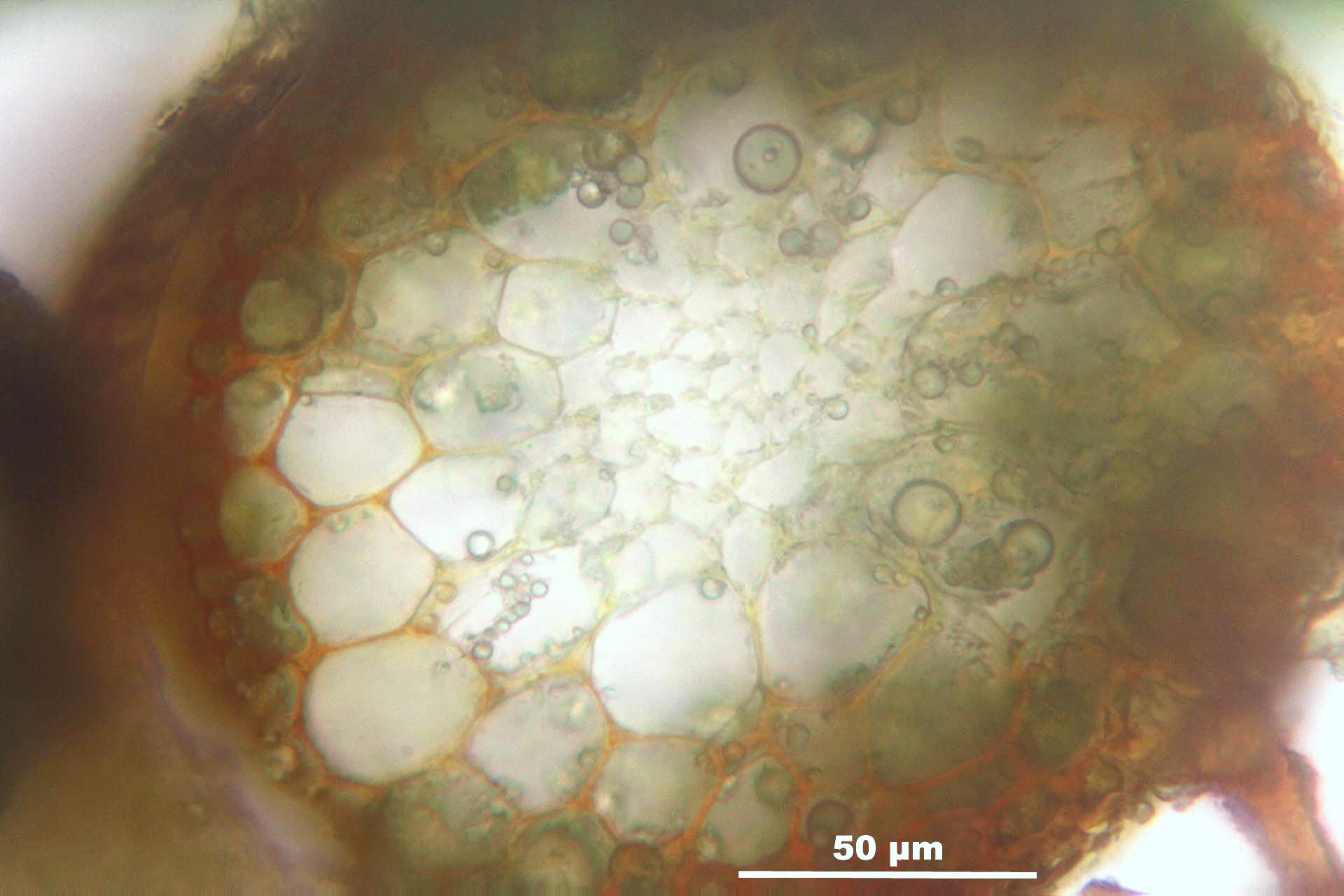
Doorsnede steel
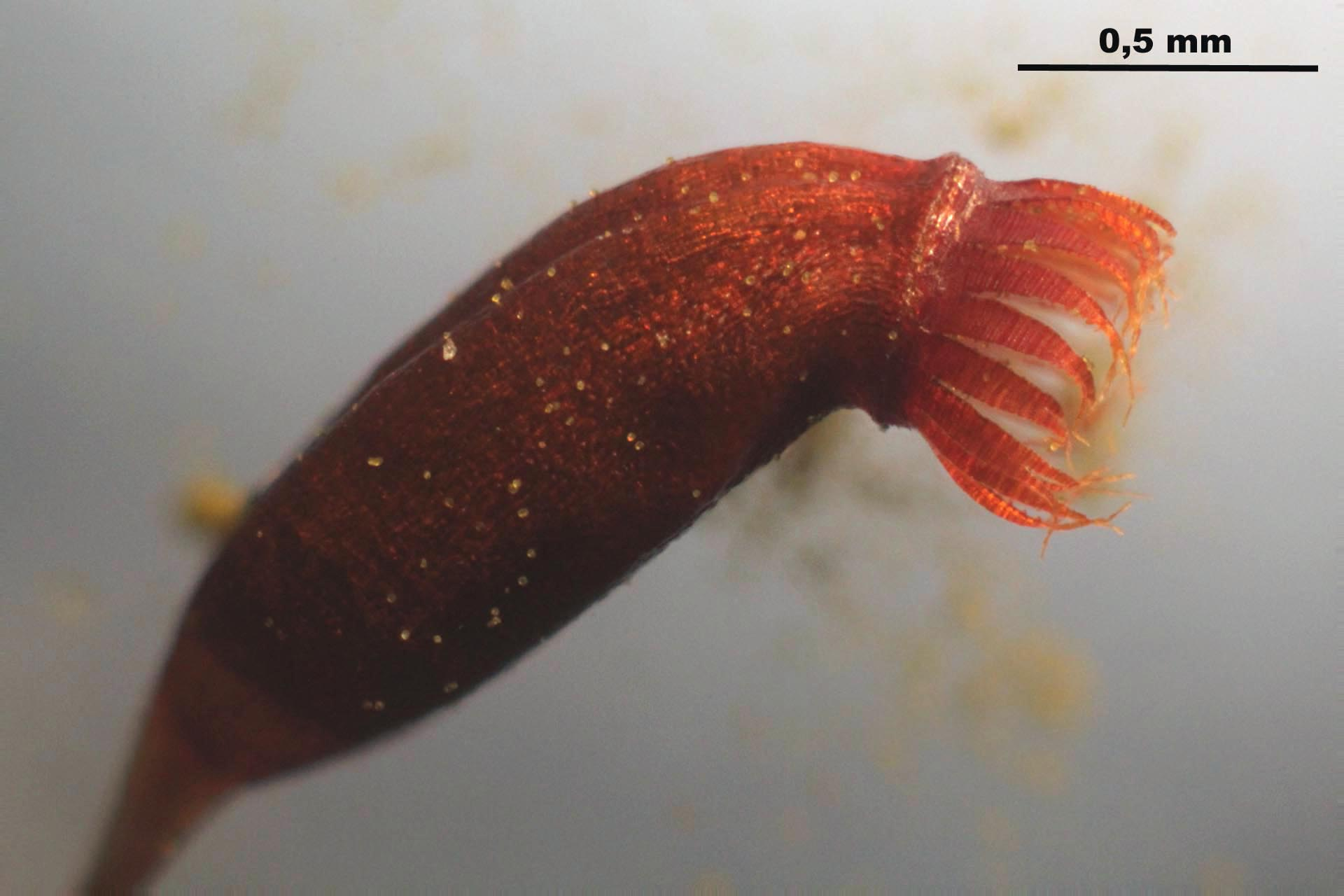
Kapsel
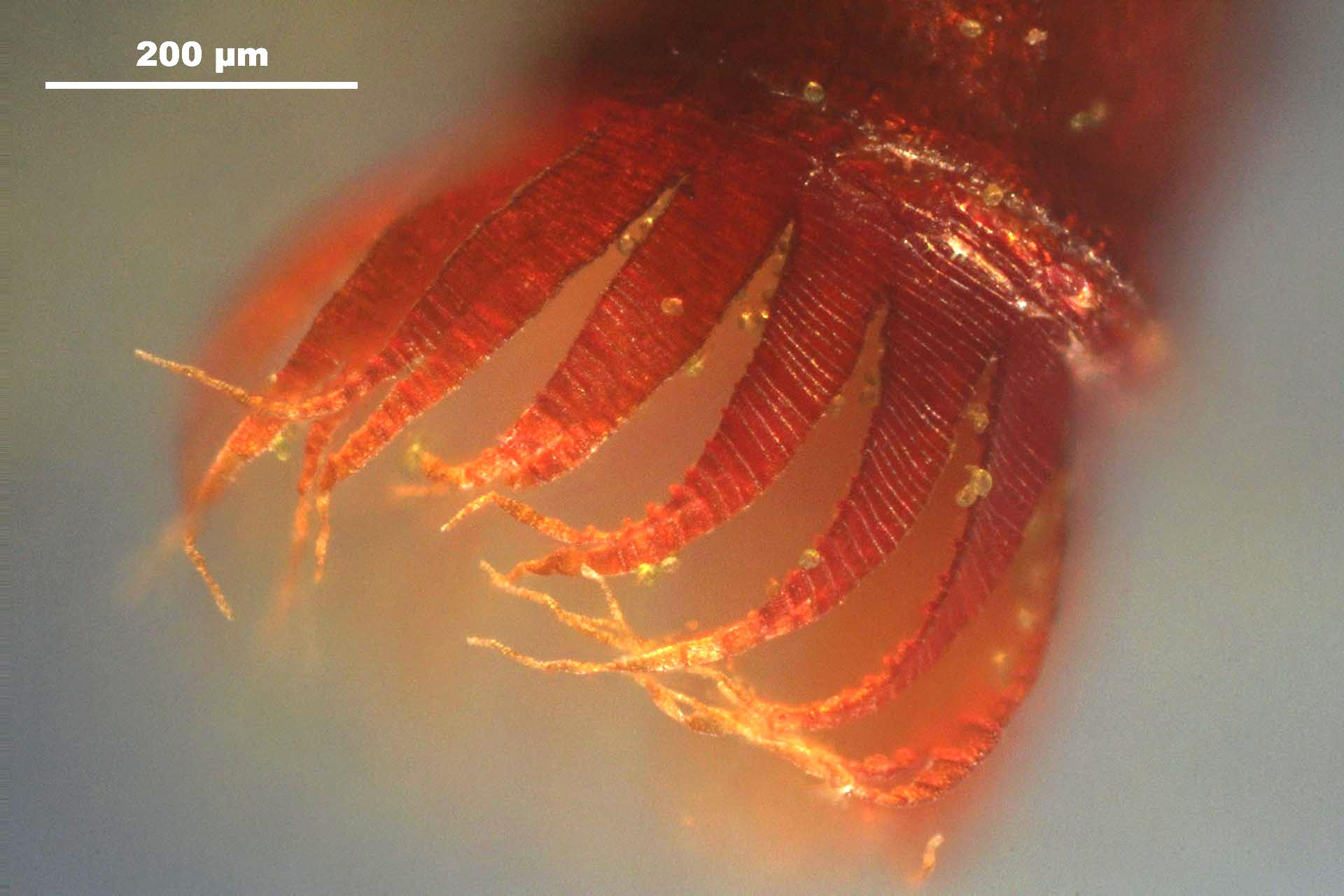
Peristoom
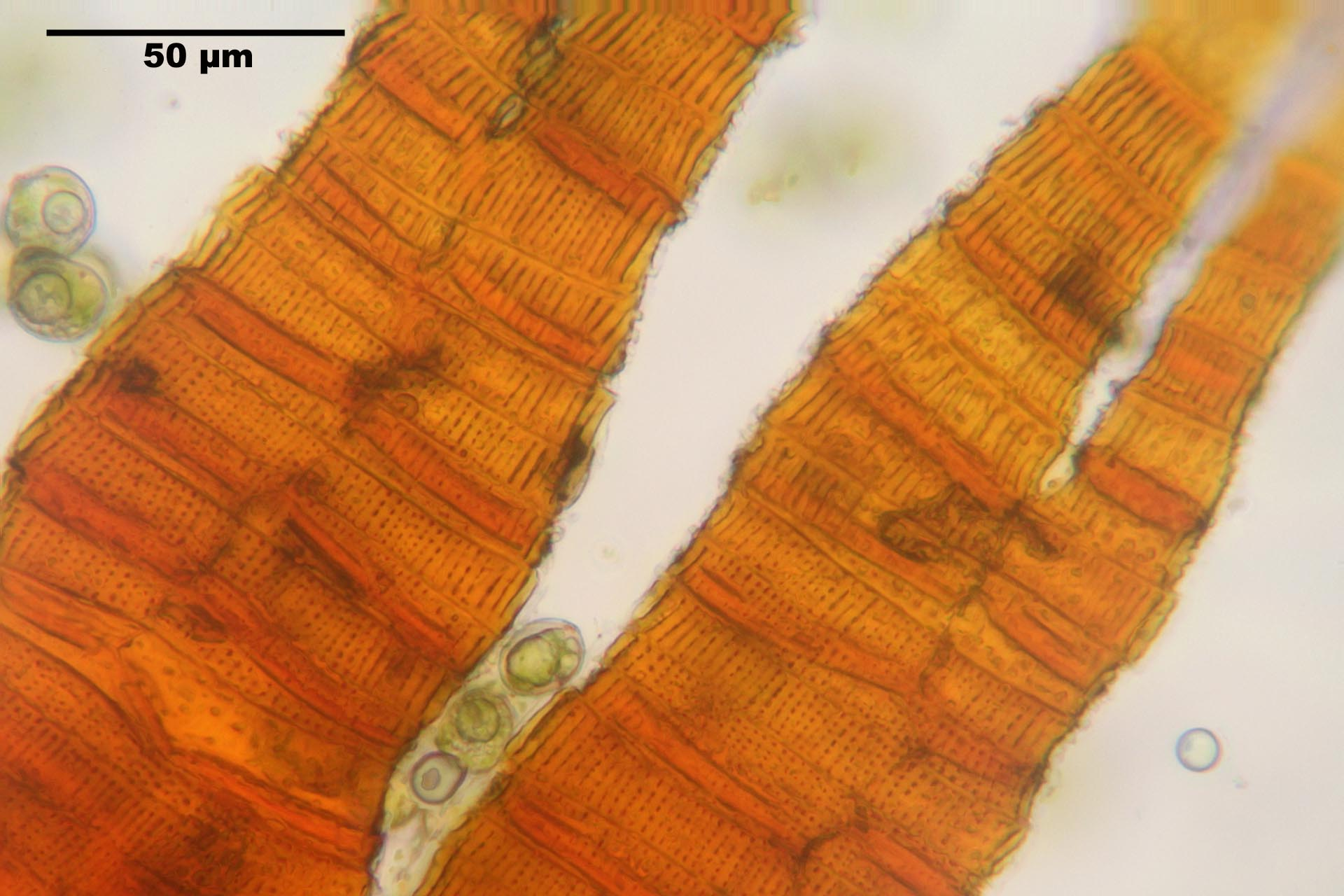
Peristoomtanden midden
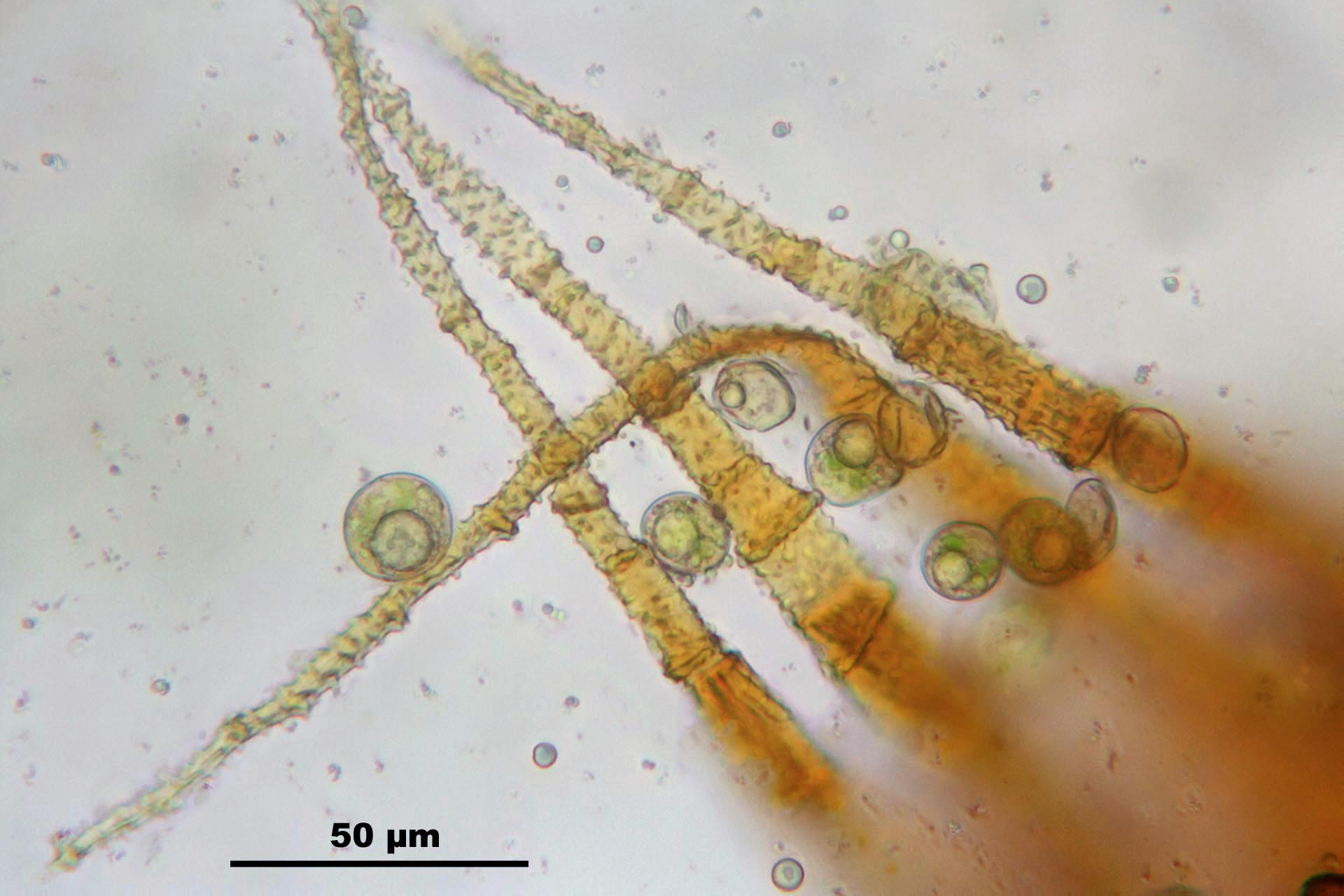
Peristoomtanden top
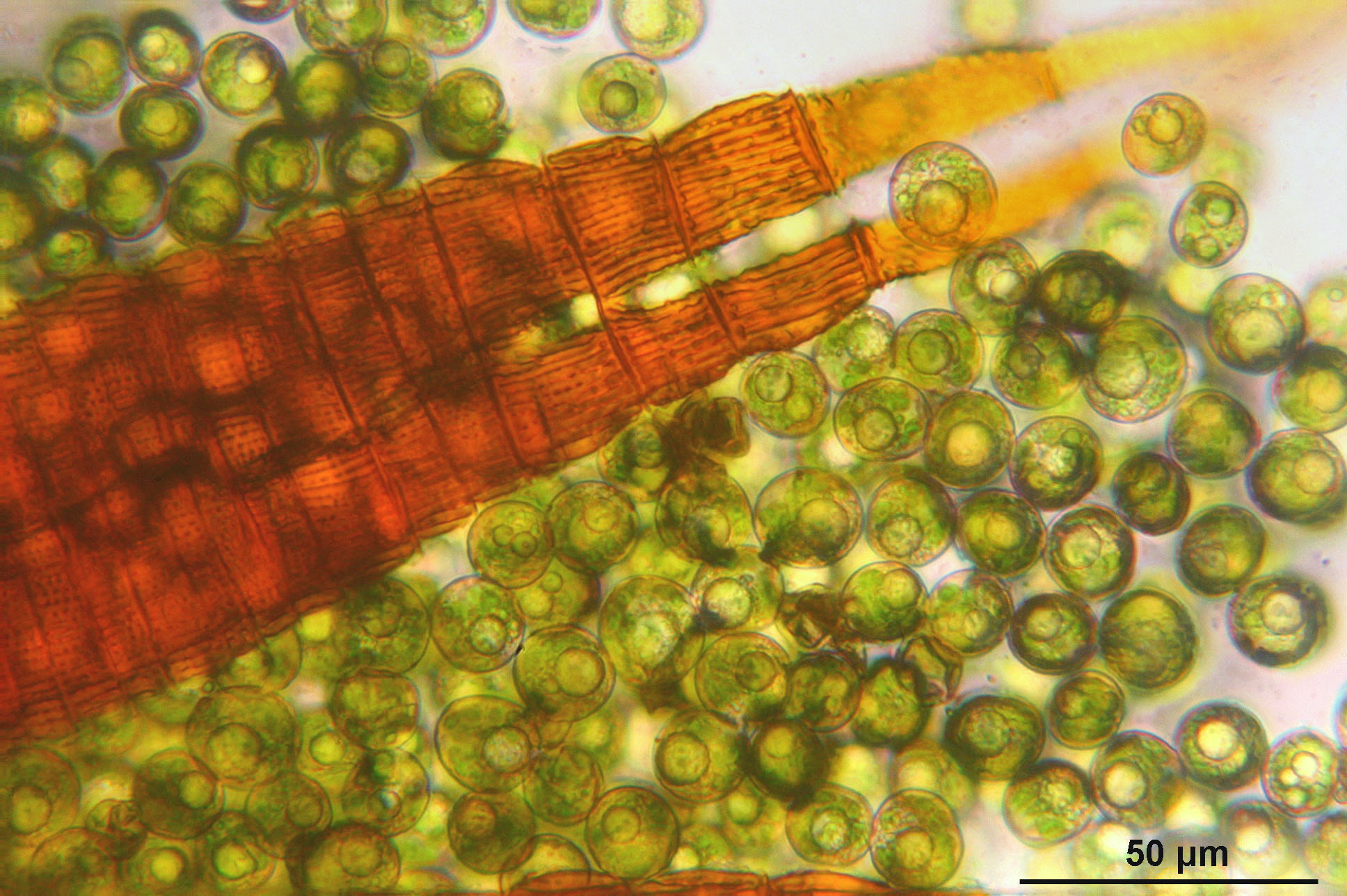
Sporen en peristoomtanden
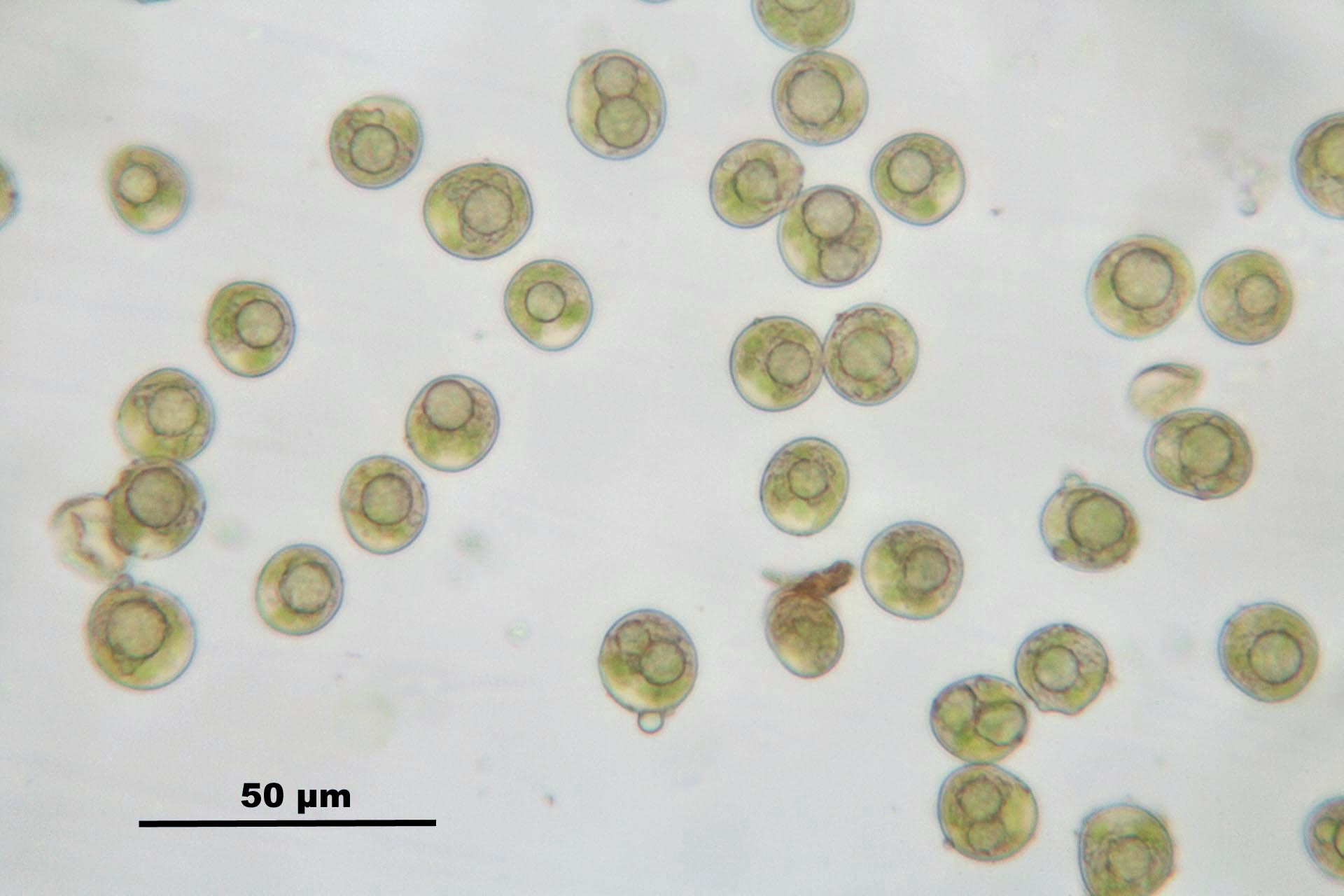
Sporen